# Sarah Klein
Sarah Klein (* 19. April 1985) ist eine australische Marathonläuferin.

## Leben
2013 wurde Klein Vierte beim Melbourne-Marathon. Im Jahr darauf wurde sie Neunte beim Rotterdam-Marathon und mit ihrer persönlichen Bestzeit von 2:35:21 Zehnte beim Marathon der Commonwealth Games in Glasgow.
Bei den Leichtathletik-Weltmeisterschaften 2015 in Peking lief sie in 2:38:58 auf dem 23. Platz ein.
Ende Juli 2017 gab die IAAF bekannt, dass sie wegen Dopings vom 13. Februar 2016 bis 12. Februar 2018 gesperrt wurde.